# استان محرق
استان محرق (به عربی:  محافظة المحرق )، یکی از استان‌های پنجگانهٔ کشور پادشاهی بحرین است.
اینک با شهرداری محرق و جزیره محرق به همراه جزایر دورافتاده هم‌پوشانی دارد. این منطقه شامل شهرداری سابق الحد در انتهای جنوبی آن جزیره است.
مرکز المحرق دارای برخی از قدیمی‌ترین املاک مسکونی در پادشاهی است که بسیاری از آن‌ها توسط مالکان بحرینی خود به کارگران خارجی اجاره داده شده است. همچنین در کوچه‌های شلوغ این شهر، بسیاری از ساختمان‌های تاریخی وجود دارد، از جمله خانه شیخ عیسی بن علی، خانه سیادی، برج‌های باد، مجسمه بدنام شاهین و محله خانه روزنامه‌نگار عبدالله ال زاید، همچنین قلعه تأثیرگذار آراد.
دولت به نداشتن سرمایه‌گذاری کافی در مرمت این مکان‌های تاریخی برای تبدیل آن‌ها به جاذبه‌های گردشگری متهم شده است. رئیس حزب سلفی اصاله، غانم البوعینین، به خبر سرمایه‌گذاری دولت به مبلغ ۵ میلیون دینار بحرینی برای حفاظت از این سایت‌ها پاسخ داد و این مبلغ را کم دانسته و گفت که جزیره به بین ۵۰ تا ۱۰۰ میلیون دینار بحرینی برای بهسازی کل مناطق قدیمی نیاز دارد. نماینده جامعه اسلامی المنبر، دکتر علی احمد، گفت که تلاش‌ها برای حفظ سنت‌های بحرین به دلیل برنامه‌ریزی ضعیف دولت و عدم آگاهی عمومی در مورد ابتکارات، موفقیت‌آمیز نبوده است.
مشاور محلی، مجید کریمی، در سال ۲۰۰۵ به شهرت بین‌المللی رسید زمانی که کمپین حزب اسلامی الوفاق که او رهبری می‌کرد، تصمیم به ممنوعیت مانکن‌های لباس زیر گرفت و آن‌ها را به دلیل افزایش نرخ طلاق در این منطقه مقصر دانست. در حالی که مشاور محلی جامعه اسلامی المنبر، صالح الجود، در انتخابات ۲۰۰۶ با اعلام اینکه شورا به شکایات مربوط به تماشاچیان مزاحم رسیدگی خواهد کرد، خواستار نصب شیشه‌های یک‌طرفه در تمام ساختمان‌های چند طبقه شد تا ساکنان نتوانند بیرون را ببینند.
جزیره المحرق همچنین محل فرودگاه بین‌المللی بحرین است، اگرچه نماینده محلی اصاله خواستار انتقال آن شده است زیرا صدای فرود و برخاستن هواپیماها باعث مزاحمت برای ساکنان محلی شده است.
قلعه تاریخی عراد در این استان واقع شده‌است، همچنین فرودگاه بین‌المللی بحرین و نیز چند أماکن تاریخی و باستانی دیگر در این استان قرار دارند،
مرکز این استان شهر المحرق است، استاندار کنونی استان محرق (سلمان بن عیسی بن هندی) می‌باشند.
محرق پایتخت پیشین کشور بوده‌است.

## ریشه شناسی
نام‌گذاری شده به نام "شهر محرق" - نام "المحرّق" (در زبان محلی "محرگ" تلفظ میشود) احتمالاً در طول زمان تغییرات زیادی کرده است و تحت تأثیر هر دو سنت زبانی عربی و فارسی قرار گرفته است. در شکل مدرن عربی، "المحرّق" از ریشه کلمه "حَرَقَ" (ḥarqa) گرفته شده است که به معنی "سوزاندن" یا "سوختن" است. این تعبیر ممکن است به یک ویژگی تاریخی یا جغرافیایی، مانند گرمای شدید منطقه یا ارتباط آن با آتش اشاره کند.

روایت‌ها در مورد منشأ نام‌گذاری "المحرق" به این نام متفاوت است.  برخی از تاریخ‌نگاران گفته‌اند که این نام به این دلیل به آن داده شده که ساکنان آن در دوران جاهلیت مردگان خود را می‌سوزاندند. اما نویسنده جواد علی ذکر کرده که بخشی از وصف "المحرق" با نام "امرؤ القیس" که به "المحرق" معروف بود، مرتبط است. او در این باره می‌گوید:
«ما کلمه "المحرق" و "آل محرق" را در بخش‌هایی از تاریخ‌های مربوط به "الحیره" می‌بینیم. برخی از اخبار‌نگاران این لقب را به غساسنه نیز نسبت داده‌اند و بر این باورند که این لقب به آن پادشاهان داده شده است، زیرا آن‌ها در هنگام حمله به دشمنان خود، مکان‌های آن‌ها را با آتش می‌سوزاندند.
منابع تاریخی قدیمی نقل می‌کنند که کلمه "سماهیج" به جزیره "المحرق" اطلاق می‌شده است و در نقشه‌های مربوط به سال 1765 میلادی، اشاره‌هایی به منطقه "سماهیج" که اکنون "المحرق" نامیده می‌شود، وجود دارد. نام این منطقه ابتدا "آرادوس" و سپس "سماهیج" بود تا اینکه به نام کنونی "المحرق" شناخته شد.

در میان اصنام جاهلی، بتی به نام "محرق" یا "المحرق" وجود داشت که برخی قبایل مانند "بکر بن وائل" و "ربیعه" آن را پرستش می‌کردند. یکی از نام‌های مربوط به این بت در میان اصنام جاهلی "عبد المحرق" است، بنابراین ممکن است "المحرق" به این بت مرتبط باشد، به‌گونه‌ای که آن بت برای برخی از پادشاهان جنبه تبرک یا تقدس داشته باشد یا اینکه قربانی‌ای برای این خدا تقدیم کرده باشد که آن را با آتش در مذبح سوزانده‌اند. این ممکن است عادتی رایج در میان عبرانیان بوده باشد و به همین دلیل به آن "المحرق" گفته شده باشد. نام‌گذاری "المحرق" به این نام در واقع یک نام‌گذاری قدیمی است و هرچند روایت‌های مختلفی در مورد منشأ آن وجود دارد، مناطقی با این نام در جنوب عراق، سواحل خلیج و جزایر آن وجود داشته‌اند.»
با این حال، با توجه به تأثیر تاریخی ایران بر بحرین،: 72  به ویژه قبل از عربی شدن نام‌های مکان‌ها در این منطقه، ممکن است نام اصلی ریشه‌های فارسی داشته باشد. یکی از منشأهای ممکن می‌تواند "مهرگان" (Mehragan) باشد که از کلمه فارسی "مهر" (Mehr) به معنی "خورشید" یا "عشق" مشتق شده است. مهرگان همچنین نام یک جشن باستانی ایرانی است که به میترا، خدای دوستی، نور و عشق اختصاص دارد. این ارتباط با "مهر" ممکن است به ایده نور یا آتش اشاره کند که ممکن است به مرور زمان به "المحرّق" عربی شده باشد.
مانند بسیاری از نام‌های مکان‌ها در خلیج فارس، پیشوند "ال-" بعدها به عنوان بخشی از سنت نامگذاری عربی به آن اضافه شده است. بنابراین، احتمال دارد که "المحرّق" در اصل "مهرگان" یا اصطلاح مشابهی بوده که به تدریج تغییر کرده تا با ساختار زبانی عربی سازگار شود. افزودن "ال-" و تغییر "مهر" به "المحرّق" باعث شده تا نام با زبان و فرهنگ عربی هماهنگ شود، در حالی که ممکن است برخی از معانی اصلی خود را حفظ کرده باشد.

## جغرافیا

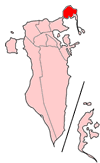
نقشه‌ای که منطقه محرق را جدا از الحد در تقسیمات اداری قدیمی نشان می‌دهد

استان محرق شامل جزیره محرق، جزایر امواج و جزایر دیار محرق می‌شود. مساحت این استان ۵۶.۱۳ کیلومتر مربع است، و به این ترتیب مساحت استان ۷ درصد از مساحت کل بحرین را تشکیل می‌دهد. مساحت استان محرق در سال ۱۹۵۵ بیش از ۱۳ کیلومتر مربع نبود، اما از آن زمان تاکنون با پر کردن دریا به مساحت فعلی خود رسیده است، به این معنی که مساحت آن طی ۶۰ سال ۴۳ کیلومتر مربع افزایش یافته است. این مساحت همچنان در حال تغییر است، زیرا پروژه‌های مسکونی جدید به طور مداوم اجرا می‌شوند و این امر نیازمند پر کردن مناطق بزرگی از دریا برای ساخت پروژه‌ها خواهد بود، و بدین ترتیب مساحت جزیره افزایش خواهد یافت. سطح جزیره محرق به طور کامل هموار است، مانند سایر استان‌ها به جز استان جنوبی.

### اقلیم
بحرین کشوری بسیار کوچک است، بنابراین اقلیم در مناطق مختلف تفاوتی ندارد، و از این رو اقلیم در استان محرق نیز اقلیمی بیابانی و گرم است.

## جمعیت
جمعیت استان محرق ۱۰۳,۵۷۶ نفر است که بیش از سه‌چهارم آن‌ها از شهر محرق هستند. جمعیت شهر محرق که ۹۱,۳۰۷ نفر است، ۸۸٪ از کل جمعیت استان را تشکیل می‌دهد. پیش‌بینی می‌شود که تا سال ۲۰۱۵ جمعیت استان به حدود ۱۹۳,۰۰۰ نفر برسد. جمعیت استان محرق حدود ۱۶٪ از کل جمعیت بحرین را تشکیل می‌دهد. تراکم جمعیت در استان محرق ۱.۷۵ نفر در هر کیلومتر مربع است. تمام این اطلاعات بر اساس آمار ۷ آوریل ۲۰۰۱ می‌باشد.
اکثر ساکنان مسلمان هستند و این افراد به دو مذهب شیعه (که در شهرهای الدیر، سماهیج و منطقه‌ای در عراد به نام «عراد قدیم» تمرکز دارند) و سنی (که در بقیه مناطق تمرکز دارند) تقسیم می‌شوند. در جزایر امواج، حضور جمعیت بحرینی وجود ندارد، زیرا اکثر ساکنان آن از خارجی‌ها هستند، چه از کشورهای خلیج فارس و چه از کشورهای غربی.
در شهر محرق طایفه ای به نام كريمي (به عربی:فريج كريمي) زندگی می کنند که اصل آنها از ايران استان فارس از شهرهای شیراز ، لار و اشكناز و جهرم و... هست. به زبان فارسى تکلم میکنند.

## تقسیمات اداری
استان دارای ۸ حوزه انتخابی است که شامل ۶۶ مجتمع مسکونی می‌باشد. حوزه اول در روستای البسیتین قرار دارد که ۵ مجتمع مسکونی را در بر می‌گیرد، در حالی که حوزه دوم در بخش کوچکی از محرق در محله «بن هندی» واقع شده و شامل ۶ مجتمع است. حوزه سوم - که کوچک‌ترین حوزه از بین ۸ حوزه است - فضای بسیار کوچکی از شهر محرق به نام «محله ستیشن» را در بر می‌گیرد و شامل ۴ مجتمع مسکونی می‌باشد. حوزه چهارم سه‌چهارم شهر محرق و قلالی و جزایر أمواج را شامل می‌شود و در آن ۱۴ مجتمع مسکونی وجود دارد. حوزه پنجم مربوط به «بوماهر» است و شامل ۵ مجتمع می‌باشد. حوزه ششم مناطق الدیر و سماهیج را شامل می‌شود و در آن ۶ مجتمع وجود دارد. حوزه هفتم مناطق عراد و الحالتین را شامل می‌شود و در آن ۹ مجتمع است. در نهایت، حوزه هشتم کل شهر الحد را در بر می‌گیرد و بنابراین شامل ۱۸ مجتمع مسکونی است.

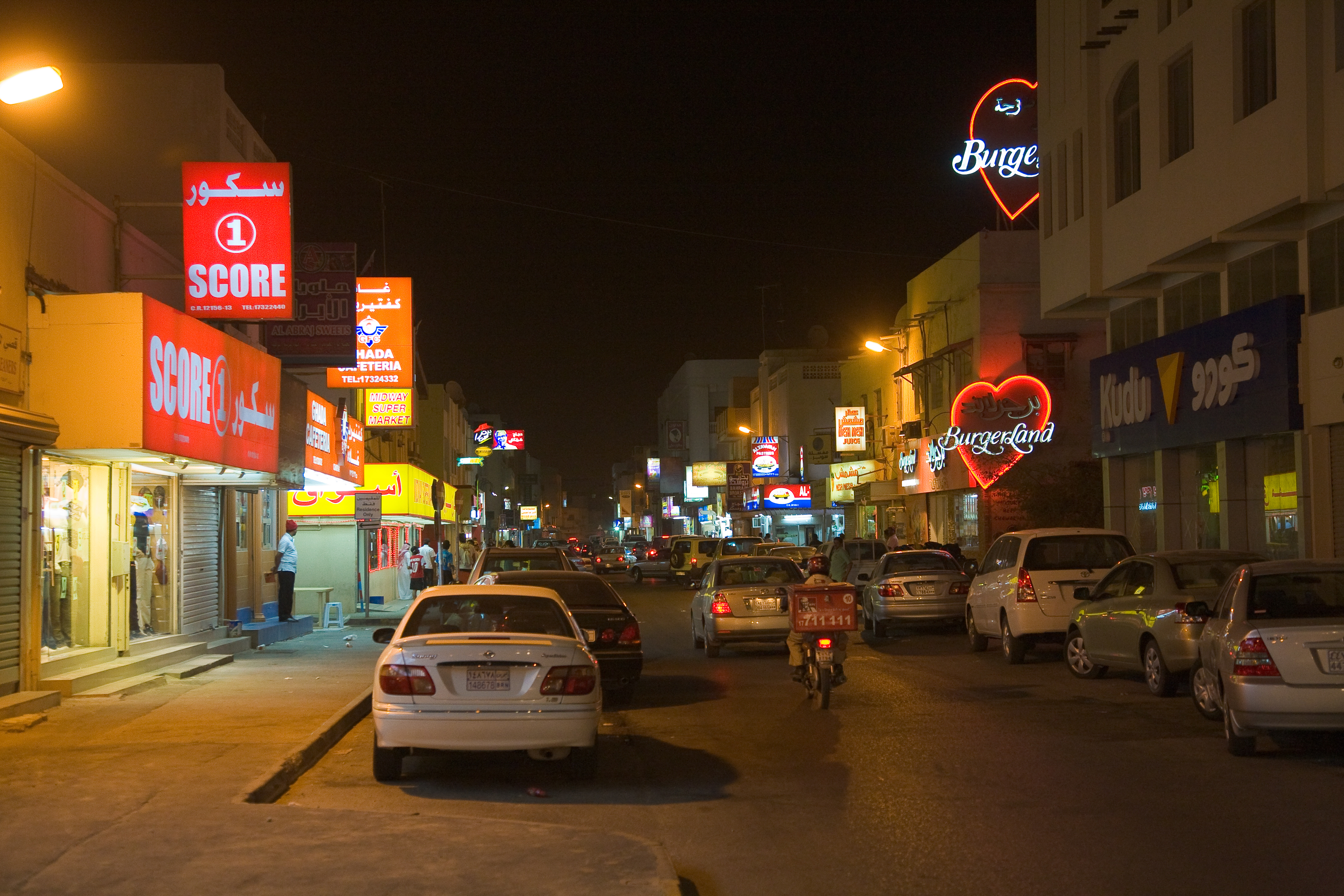
انتشار فروشگاه‌های تجاری در (خیابان رستوران‌ها) در شهر محرق.

### شهرها
- شهر محرق: مرکز استان محرق و یکی از قدیمی‌ترین شهرهای پادشاهی است که بیشتر ساکنان استان را در خود جای داده است.
- الحد: دومین منطقه بزرگ در استان، یک شهر کوچک است، اما زمین‌های صنعتی و بنادر که بخشی از دریا برای ساخت آن پر شده‌اند، آن را بزرگ کرده است.

### جزایر

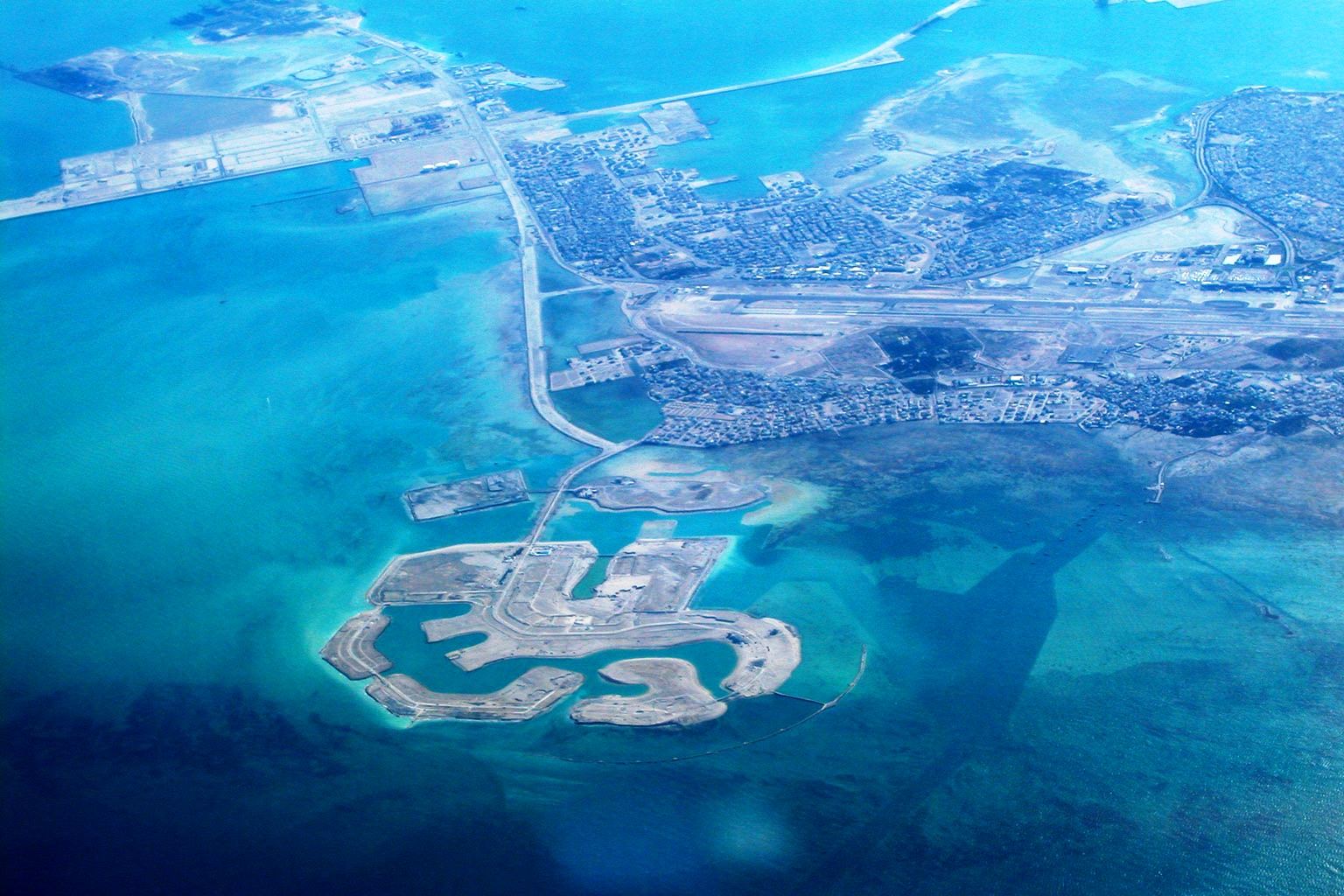
تصویر جزایر أمواج از آسمان.

- جزایر أمواج: جزایر مصنوعی هستند که به تازگی از طریق پر کردن دریا ساخته شده‌اند و شامل ۶ جزیره به نام‌های تالا، النجمه، الخور، مرجان، أصداف و الجود می‌باشند.
- حالت النعیم: روستایی در جنوب عراد است و کوچک‌ترین روستا در استان به شمار می‌رود، در کنار همسایه‌اش، السُلطه.
- حالت السُلطه: روستای کوچکی است که به حالت النعیم چسبیده و به همراه آن کوچک‌ترین روستا در استان محسوب می‌شود.
- حالت بوماهر: محله‌ای در جنوب شهر محرق و تحت سرپرستی آن است. این محله دارای قلعه بوماهر است و همچنین دارای کلاپی به نام «حالت» می‌باشد. در گذشته، حالت جزیره‌ای جداگانه بود و سپس به محرق چسبید و یکی از محله‌های آن شد.

### روستاها
- البسیتین: روستایی در شمال غربی استان واقع شده است.
- سماهیج: روستایی در شمال استان واقع شده است.
- الدیر: روستایی که همچنین در شمال و نزدیک سماهیج قرار دارد.
- عراد: بزرگ‌ترین روستای زنده در استان است که در جنوب شهر محرق واقع شده است.
- قلالی: روستایی که در نزدیکی منطقه الحد در شرق استان قرار دارد.

## مناطق مهم
- الحد
- بسیتین
- عراد
- حالة أبی ماهر
- الشمال
- حالات
- حالة السلطة
- حالة نعیم
- جزیره محرق
  - محرق
- روستای الدیر (قریة الدیر)
- روستای قلالی (قریة قلالی، محلی: گَلالّی)
- روستای سماهیج (قریة سماهیج، ریشه: سه ماهی)

## جای‌های گردشگری و تاریخی
| خانه شیخ عيسى بن علي خانه شیخ عیسی بن علی آل خلیفه در وسط محرق واقع شده است. گفته می‌شود که این خانه توسط شیخ حسن بن عبد الله بن احمد فاتح ساخته شده است، اینک به عنوان بخشی از "معماری اسلامی خلیج" در نظر گرفته می‌شود، اما با توجه به اینکه بادگیرهای آن دقیقاً شبیه بادگیرهای موجود در جنوب ایران هستند و مطالعات ایرانیان در خلیج جنوبی ادعا می‌کنند که این بادگیرها توسط مهاجران ایرانی معرفی شده‌اند (حد اقل در دبی)، این موضوع مورد توجه قرار می‌گیرد. این خانه با دیوارهای ضخیم و درب‌های کوچک طراحی شده برای حفاظت در برابر گرما در تابستان و سرما در زمستان متمایز است.                       |
| قلعة عراد قلعه‌ای که در دورترین نقطه غربی عراد واقع شده و از معالم تاریخی این شهر به شمار می‌رود. قلعه عراد به سبک استانداردی از دژهای اسلامی در قرن پانزدهم ساخته شده است، و این قبل از حمله پرتغالی‌ها به بحرین در سال ۱۶۲۲ میلادی بوده است. این قلعه یکی از دژهای دفاعی در بحرین است و شکل آن مربع است. |
| خانه سیادی و مسجد سیادی خانه‌ای تاریخی در محرق که در نزدیکی خانه شیخ عیسی بن علی واقع شده است. این خانه متعلق به یک خانواده ثروتمند بوده که در تجارت مروارید محلی فعالیت داشتند. این خانه نمونه‌ای خوب از معماری سنتی و طراحی داخلی محلی است که قدمت آن به قرن نوزدهم بازمی‌گردد. |
| قلعة بوماهر قلعة در جنوب حالة بوماهر. |
| دوحة عراد این دریاچه‌ای است که محرق را از عراد جدا می‌کند و به روستای عراد تعلق دارد. این واحه دارای مسیری برای پیاده‌روی به طول ۳۳۵۰ متر و عرض ۳ متر است و همچنین شامل فضای سبز، درختان نخل، درختان، بازی‌های کودکان و نیمکت‌های سایه‌دار در اطراف دریاچه می‌باشد. علاوه بر این، یک فواره بزرگ، یک میدان اصلی، فواره‌ها و آبشارهای کوچک، کلینیکی برای سنجش فشار و قند خون، آمبولانس، رستوران‌ها، کافه‌ها، فروشگاه‌های خرید، نمازخانه‌ای برای مردان و دیگری برای زنان، سرویس‌های بهداشتی و پارکینگ‌هایی با ظرفیت ۶۰۰ خودرو وجود دارد که به دو بخش تقسیم شده‌اند: یکی در غرب دوحه و دیگری در شرق آن واقع شده است. |

## نگارخانه

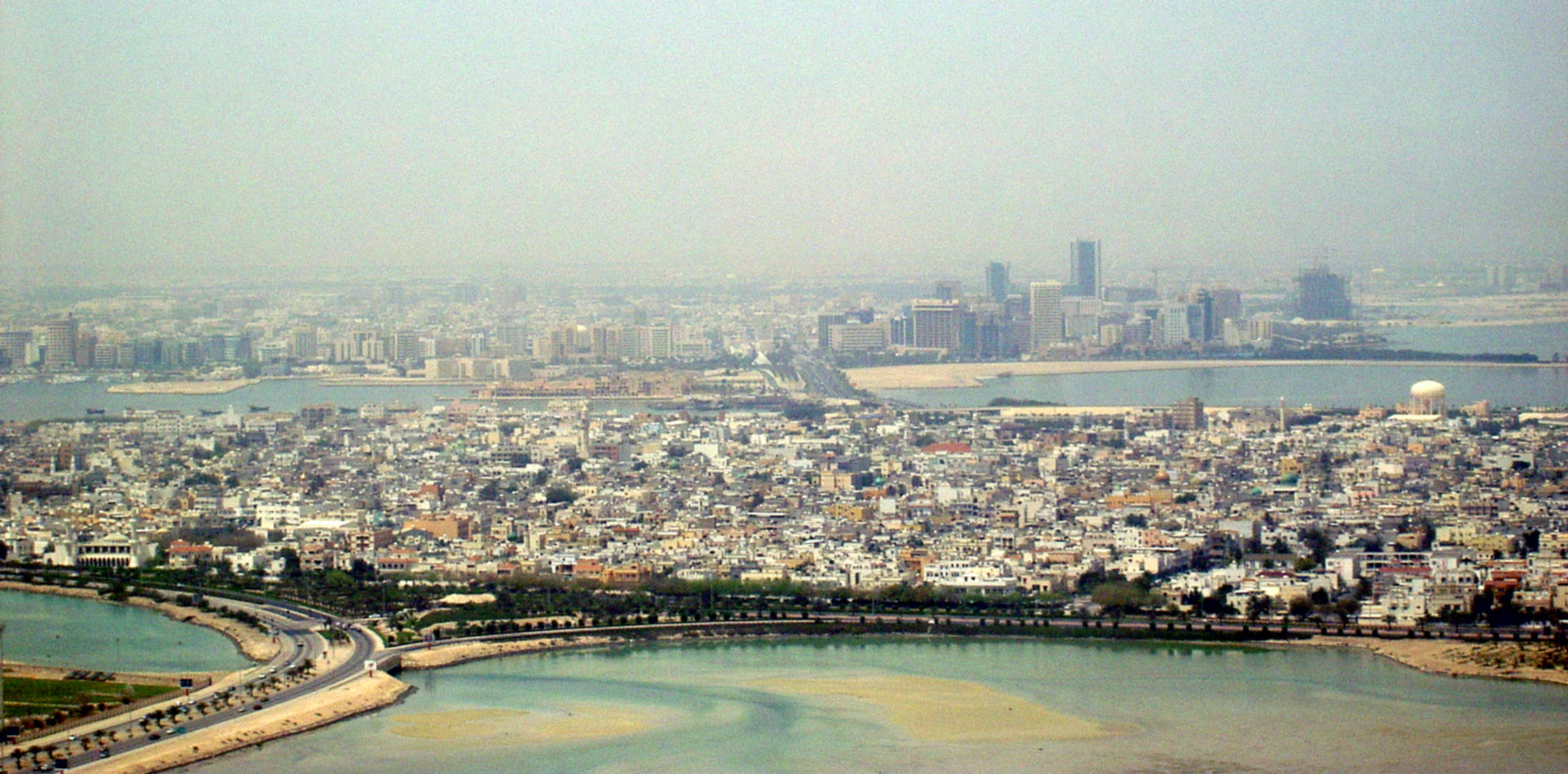
محرق و منامه سال 2005 میلادی
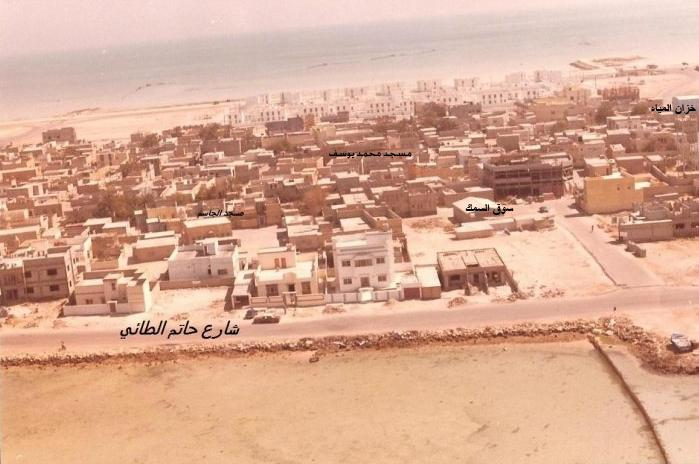
عکس قدیمی از منطقه حِد
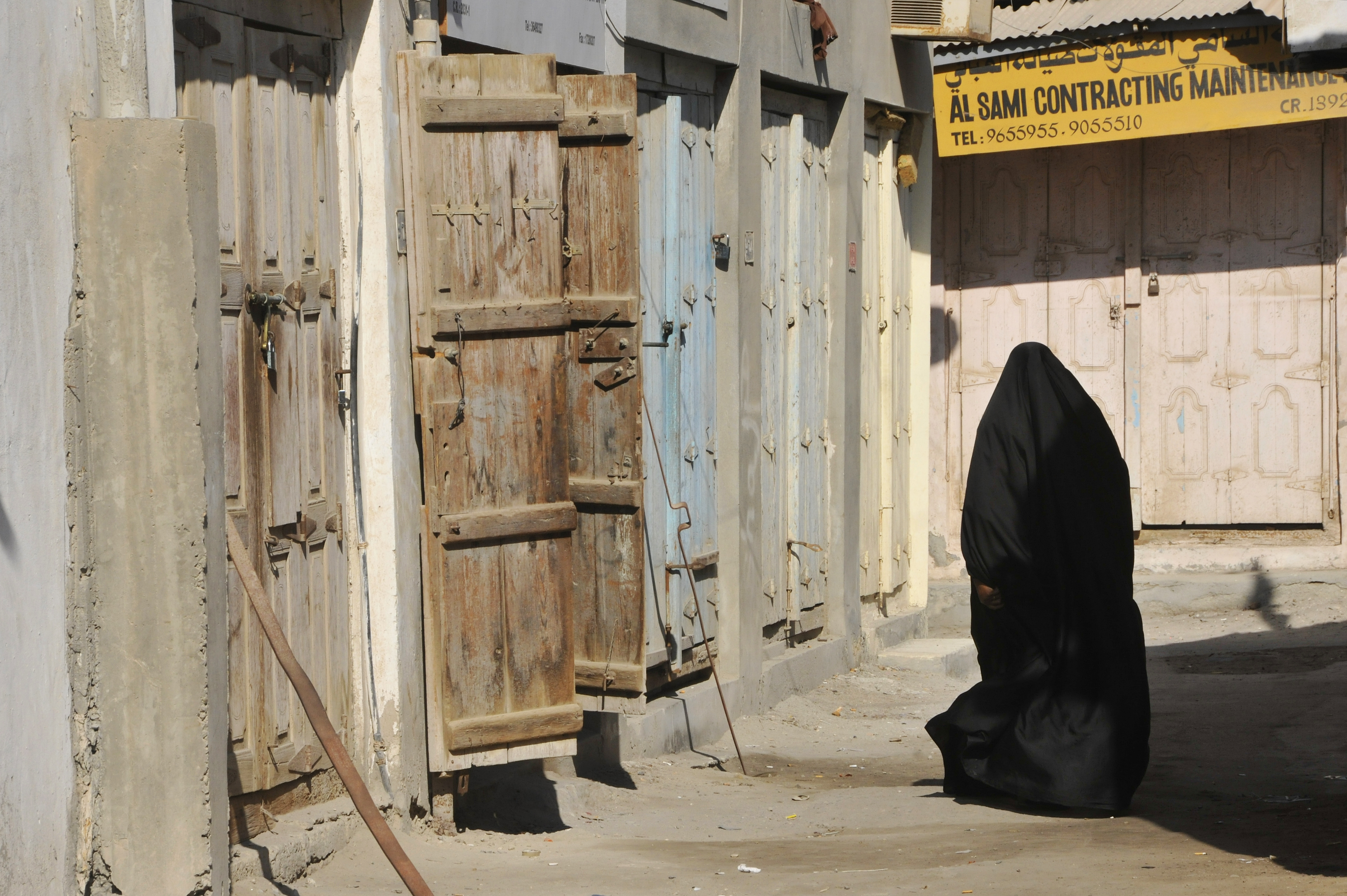
بازار قدیم
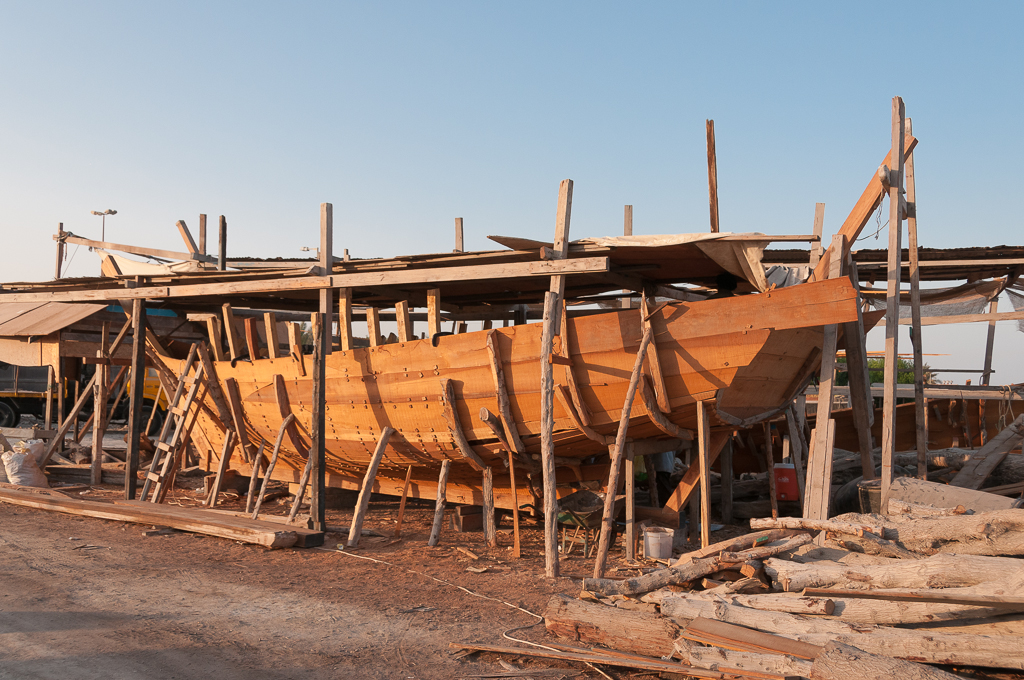
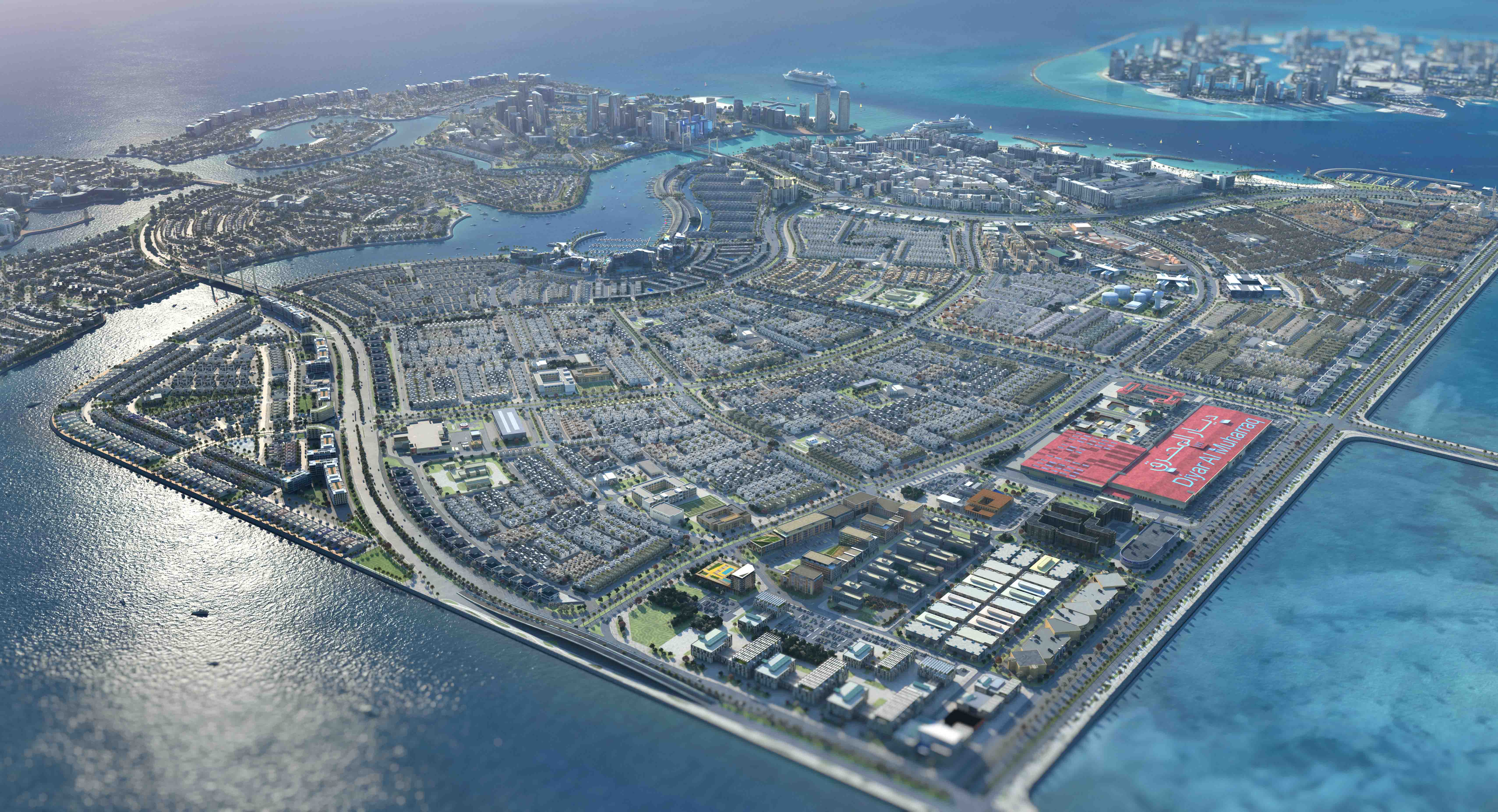
دیار المحرق
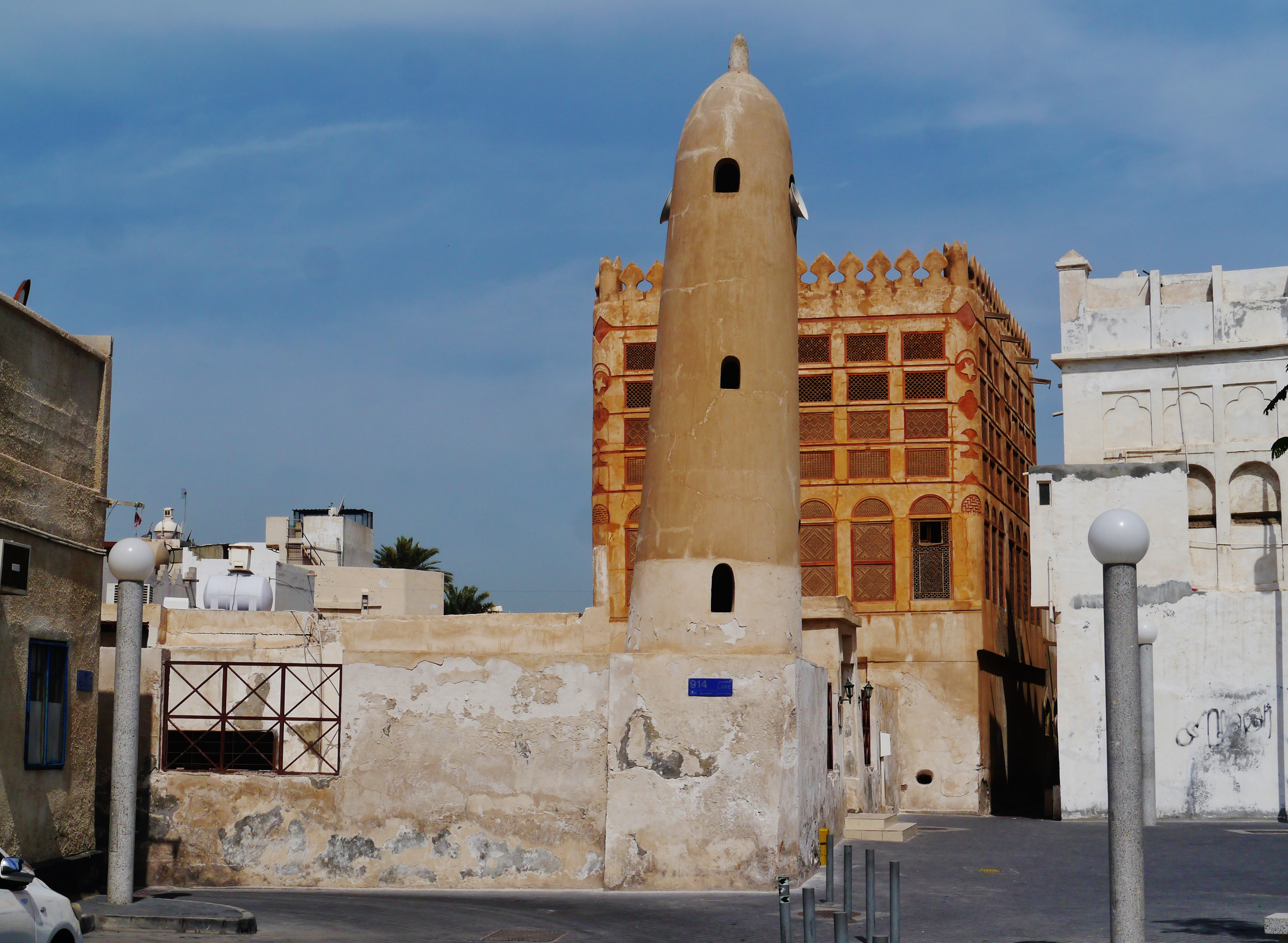
مناره خانه سیادی
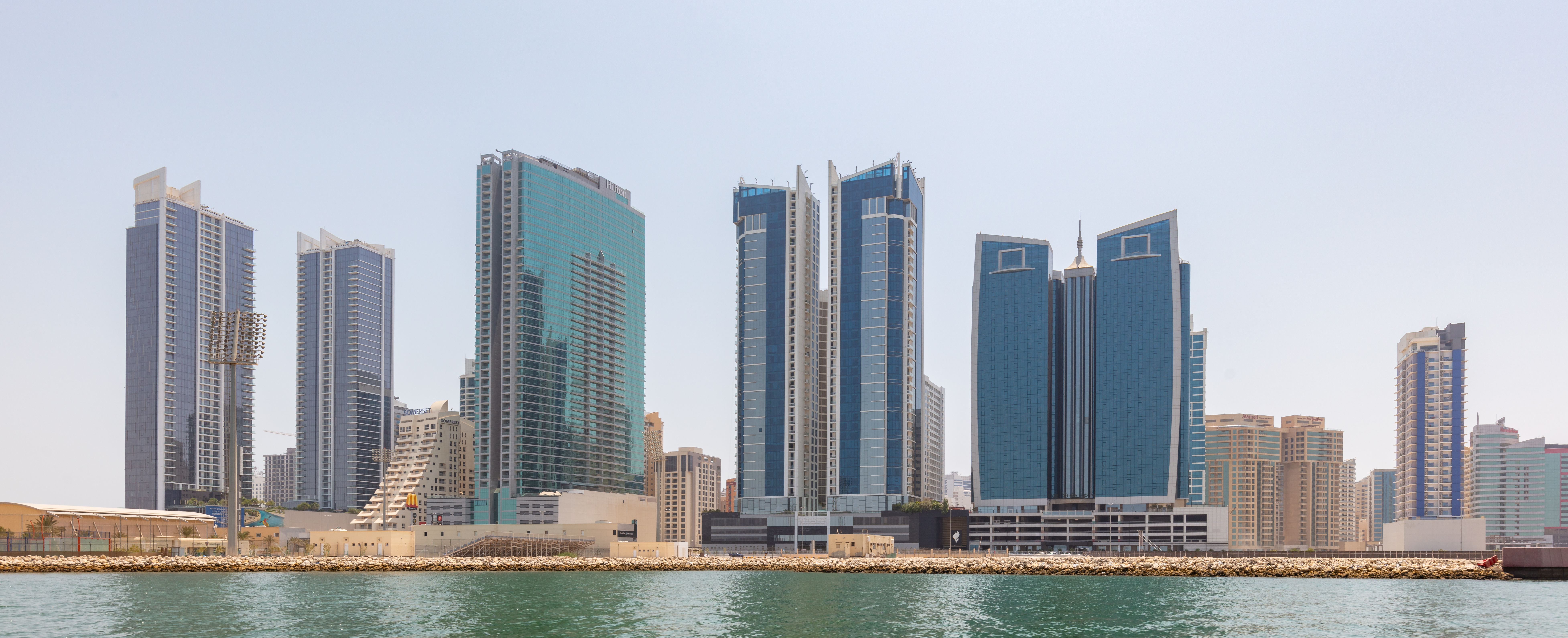
خط افق محرق
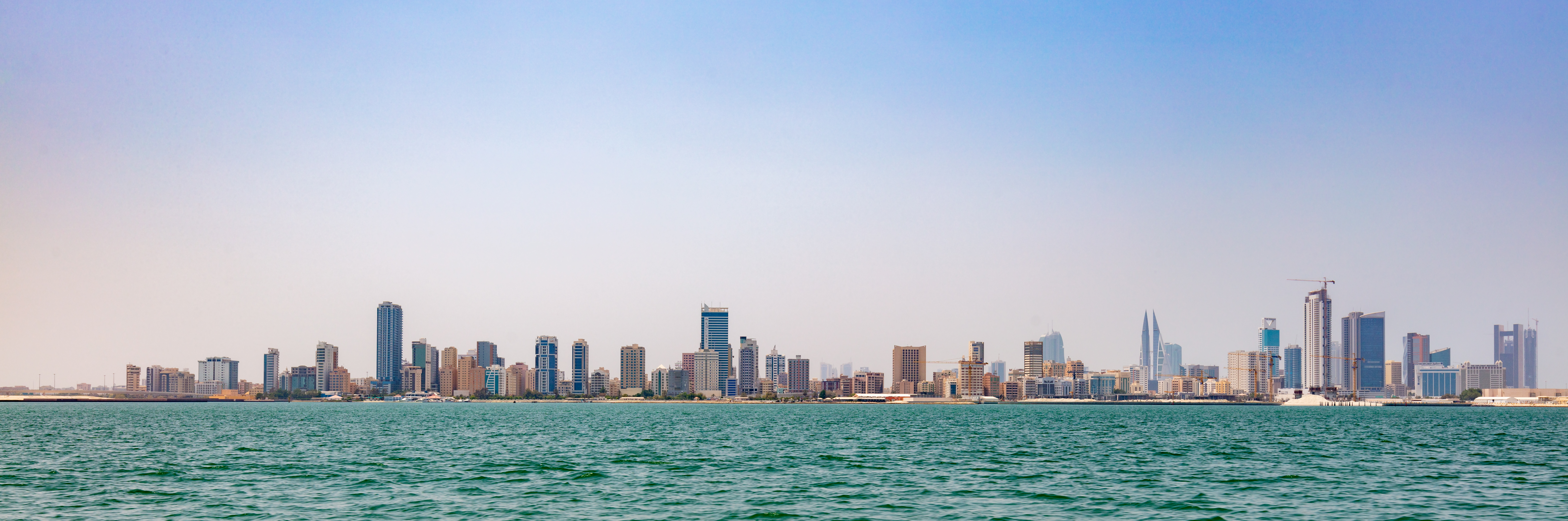
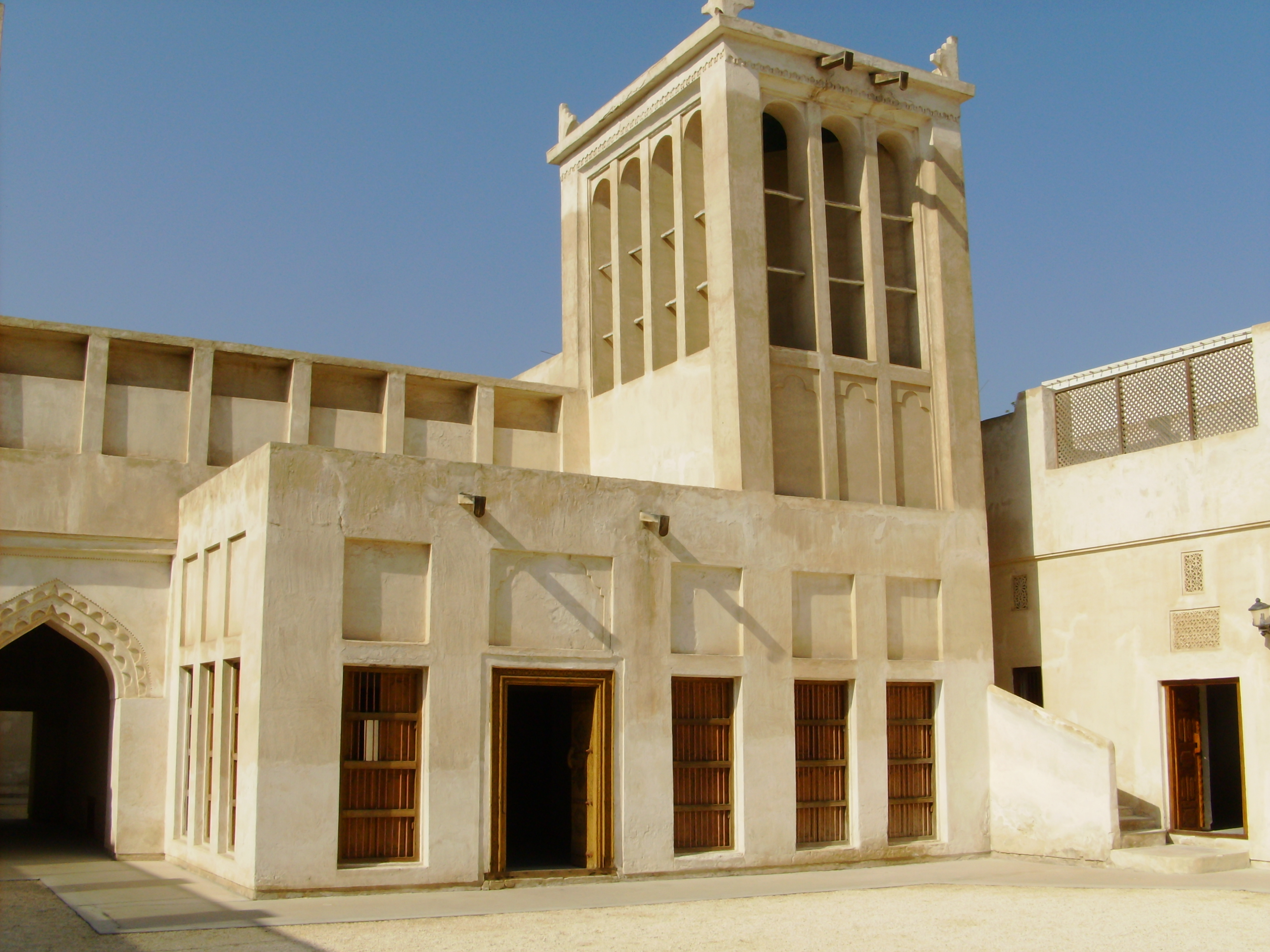
بادگیر خانه عیسی بن علی
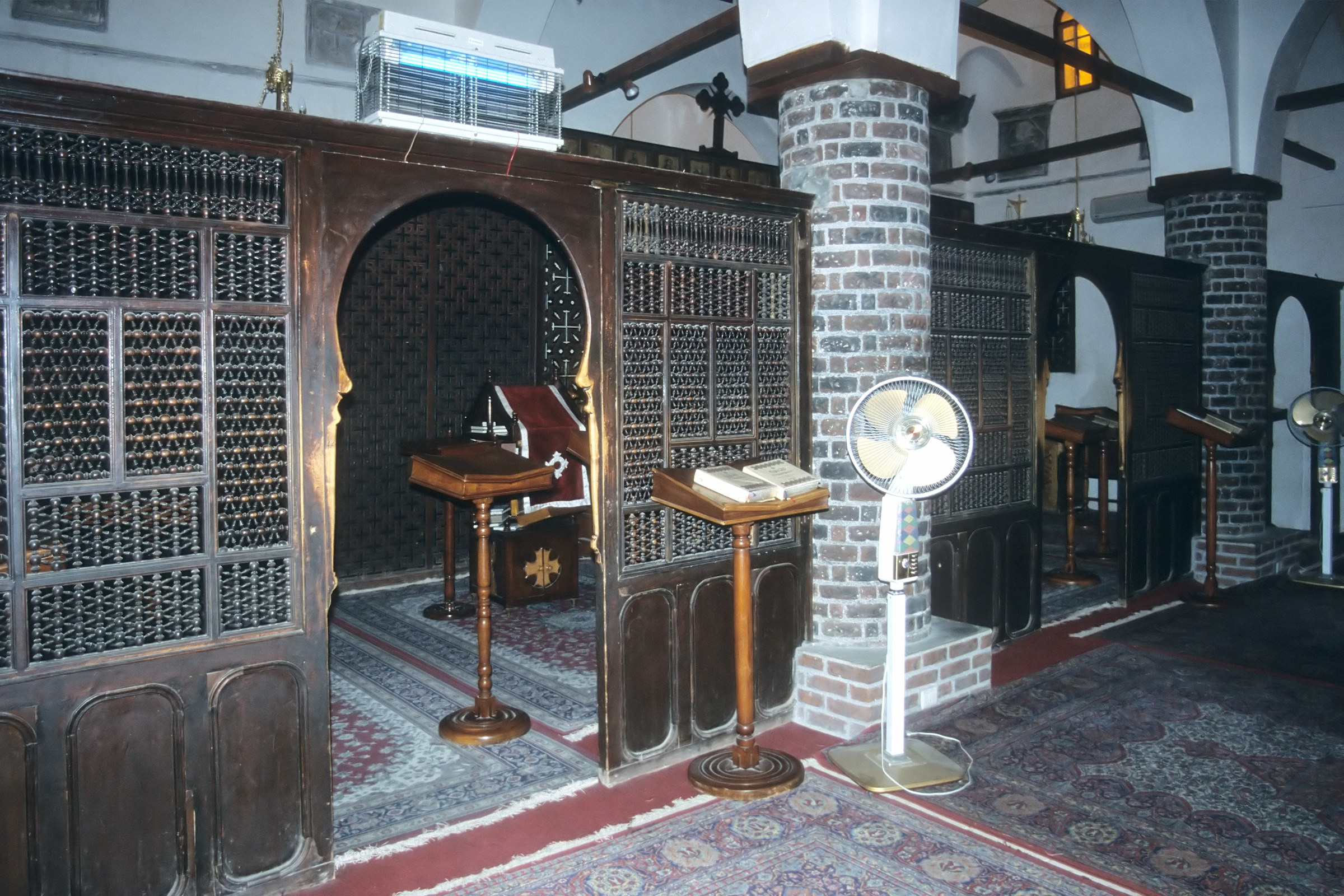
کلیسه دَیر
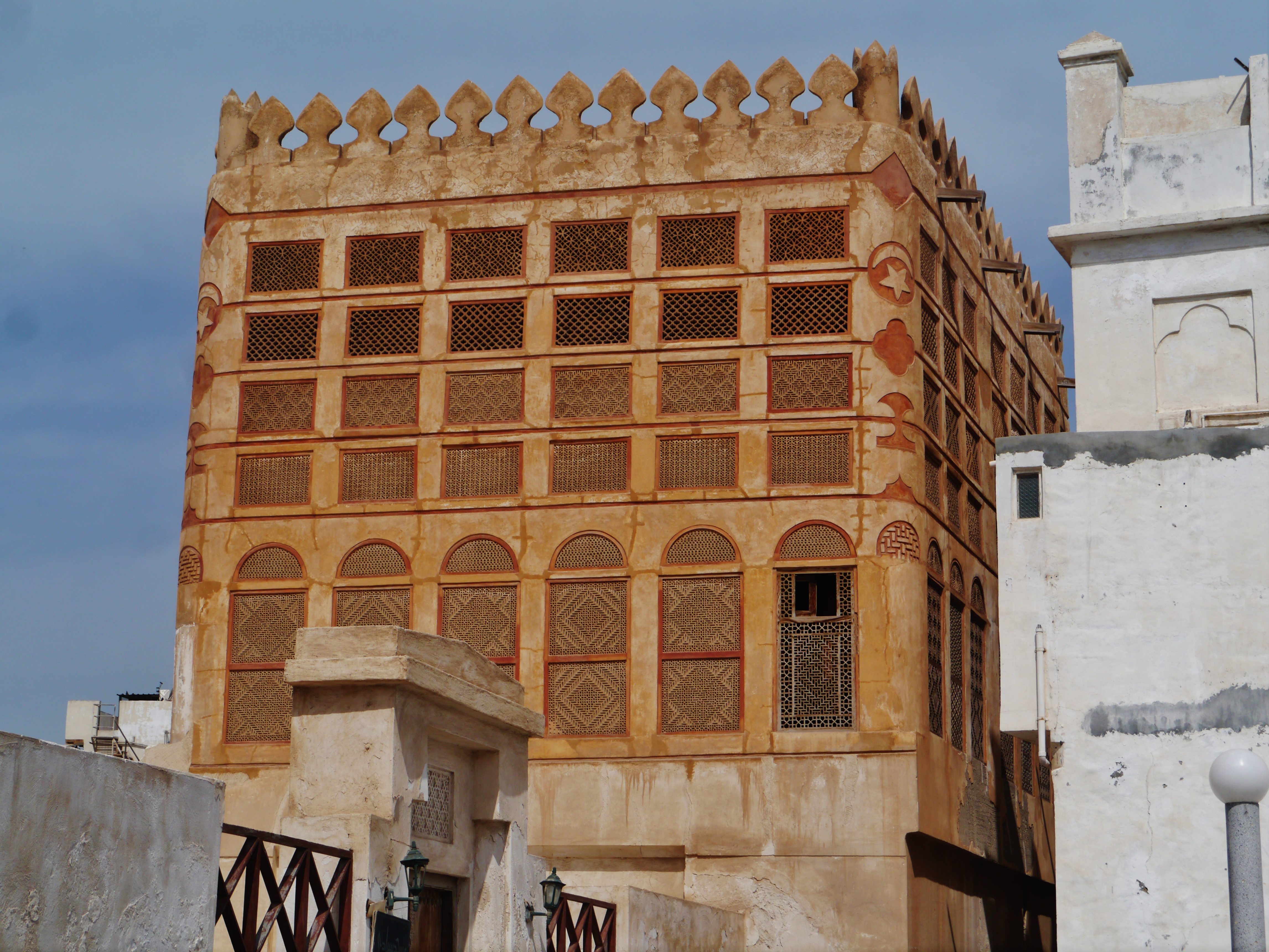
خانه سیادی
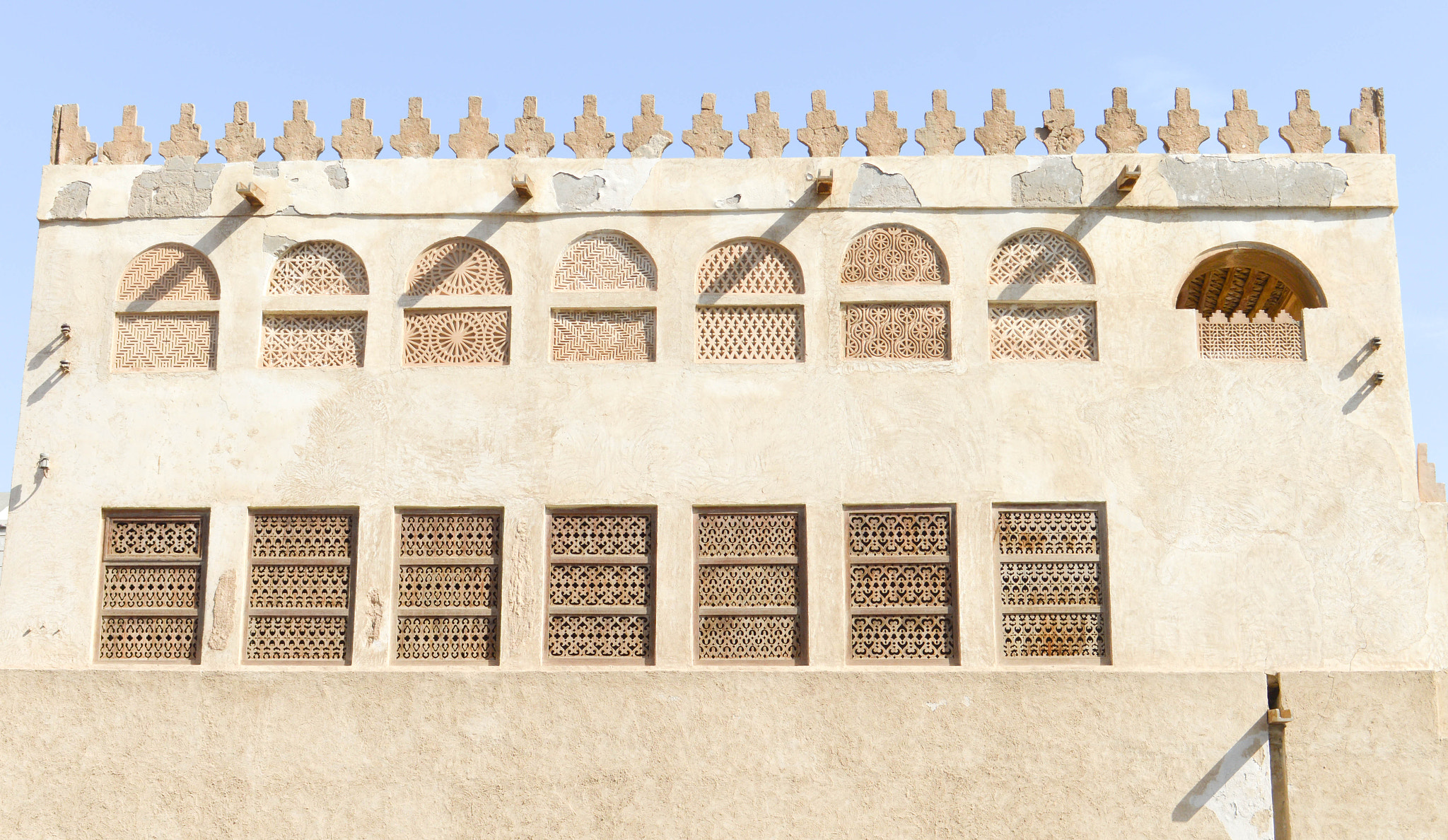
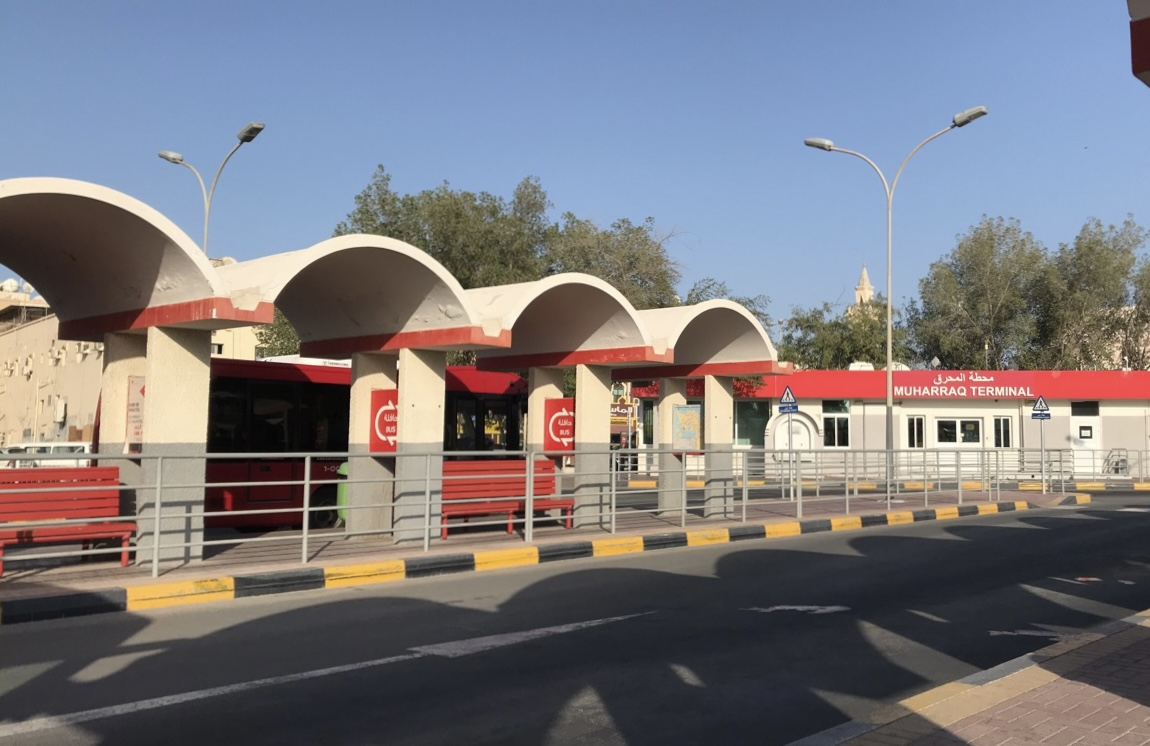
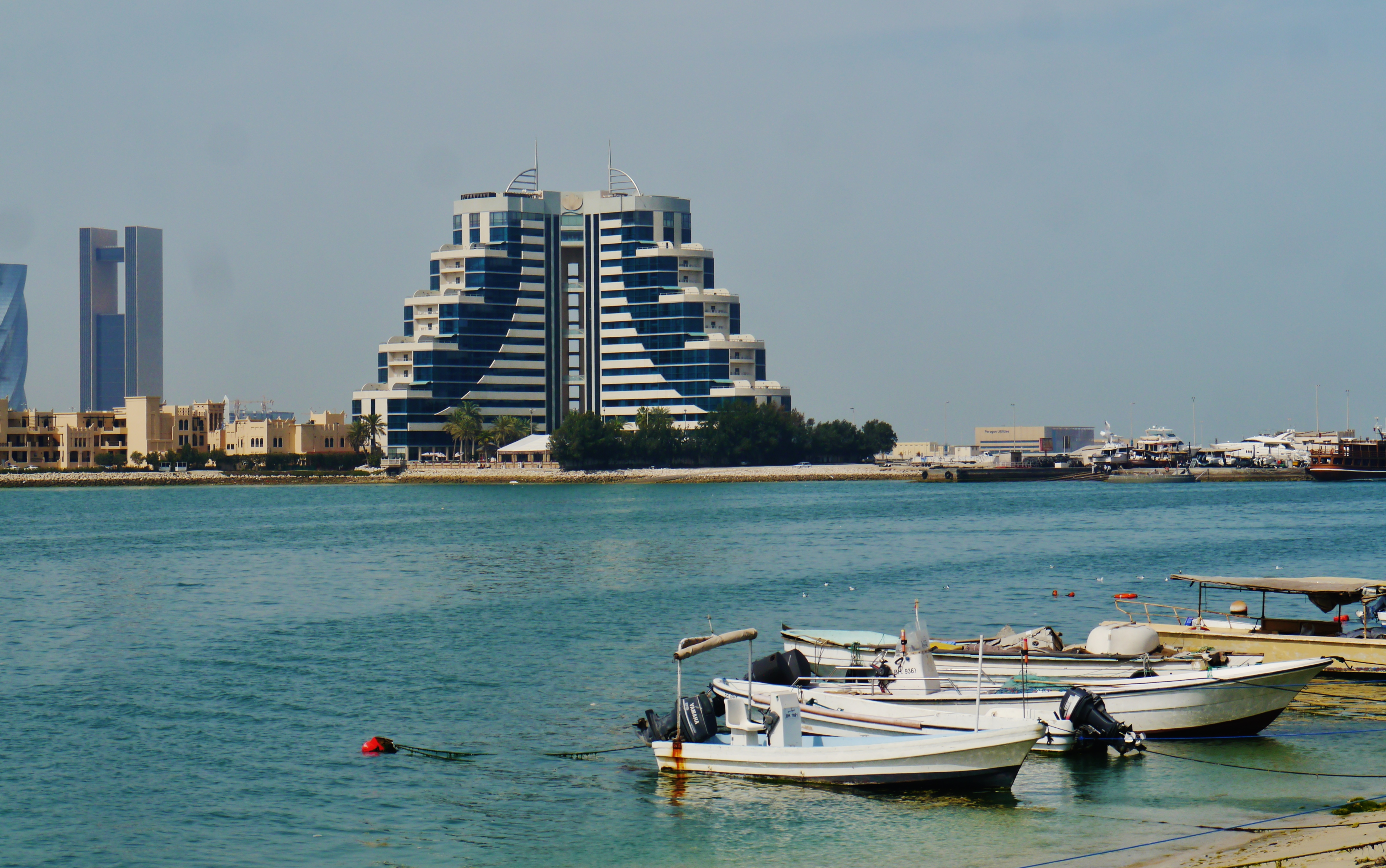
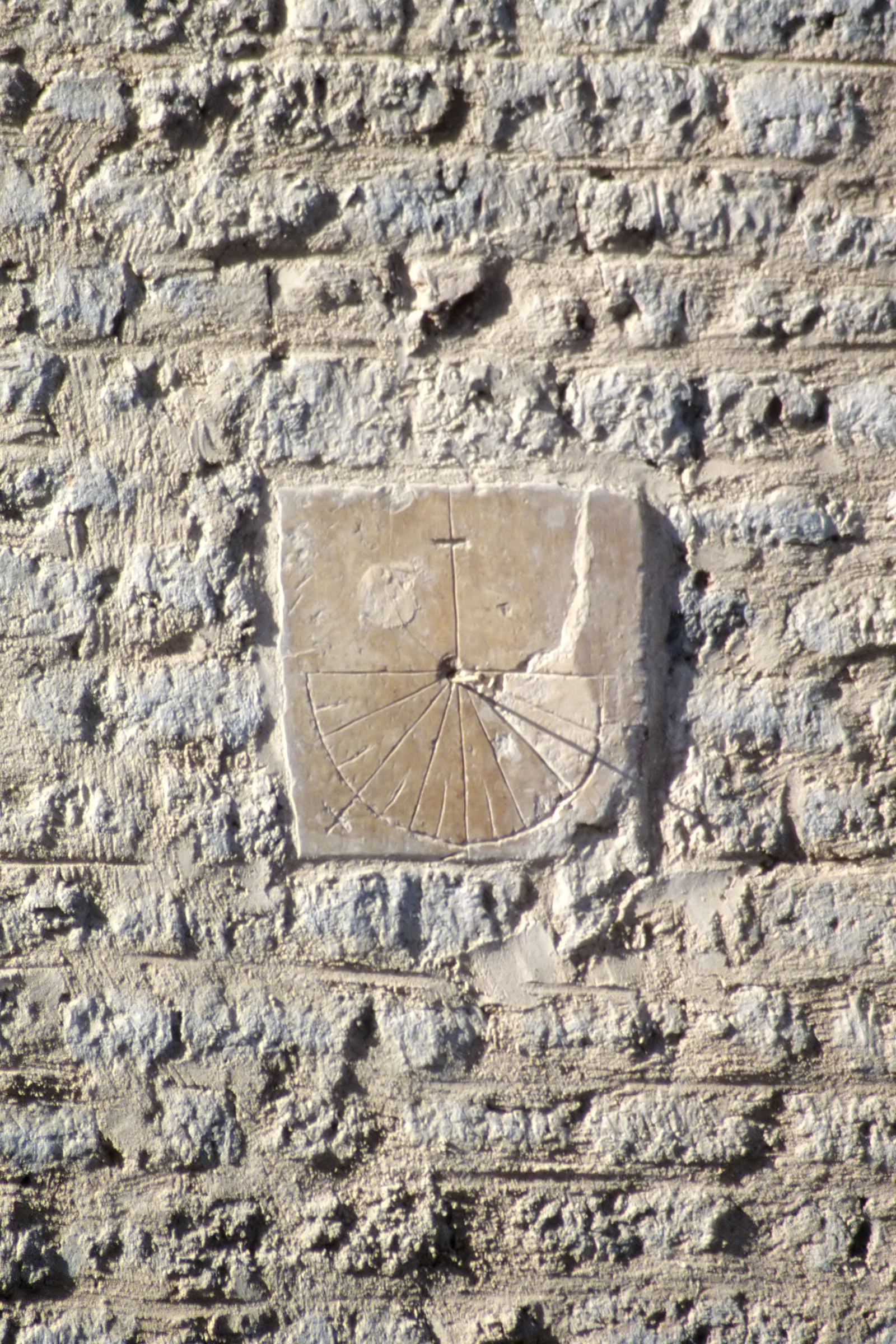
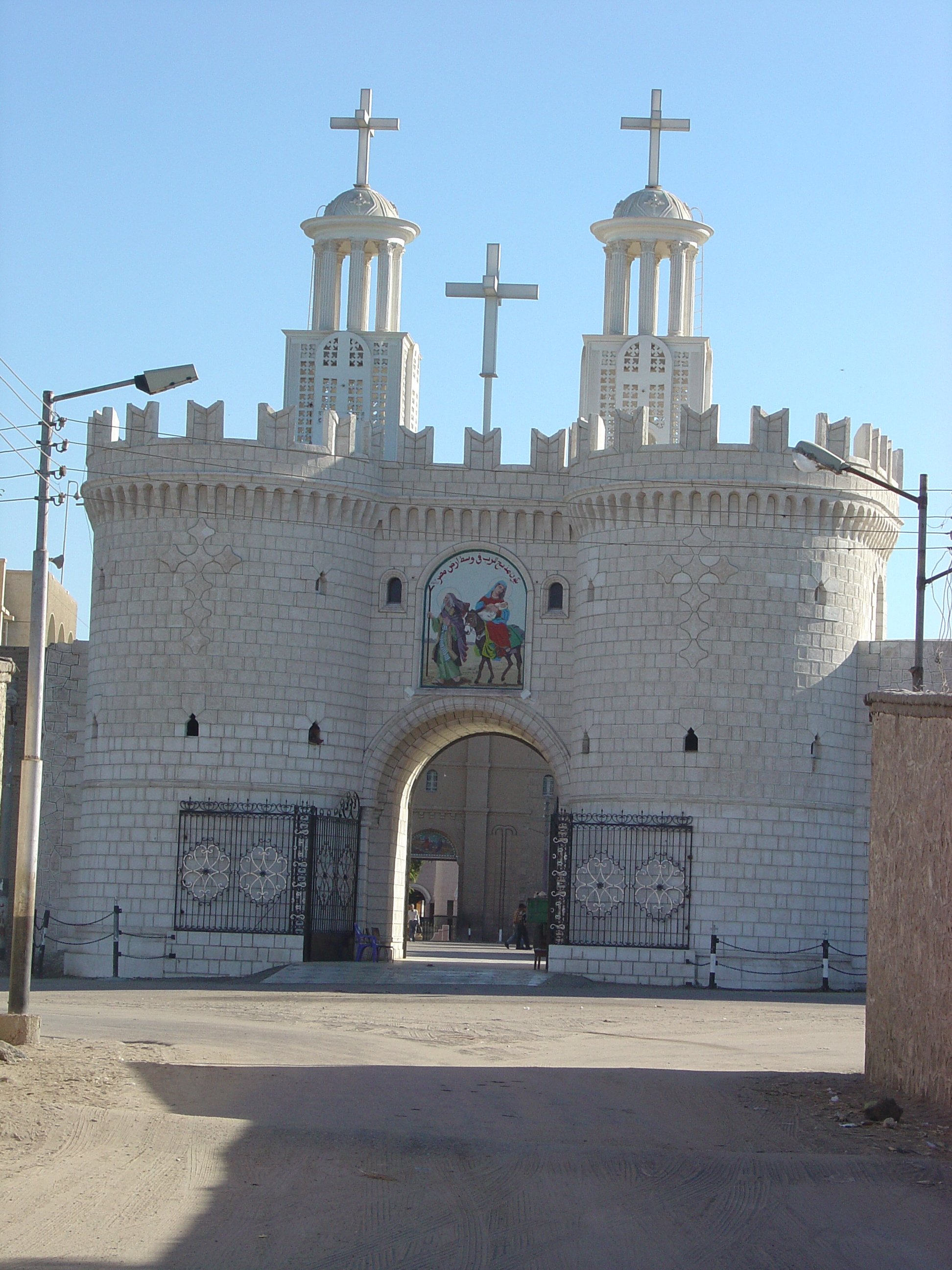
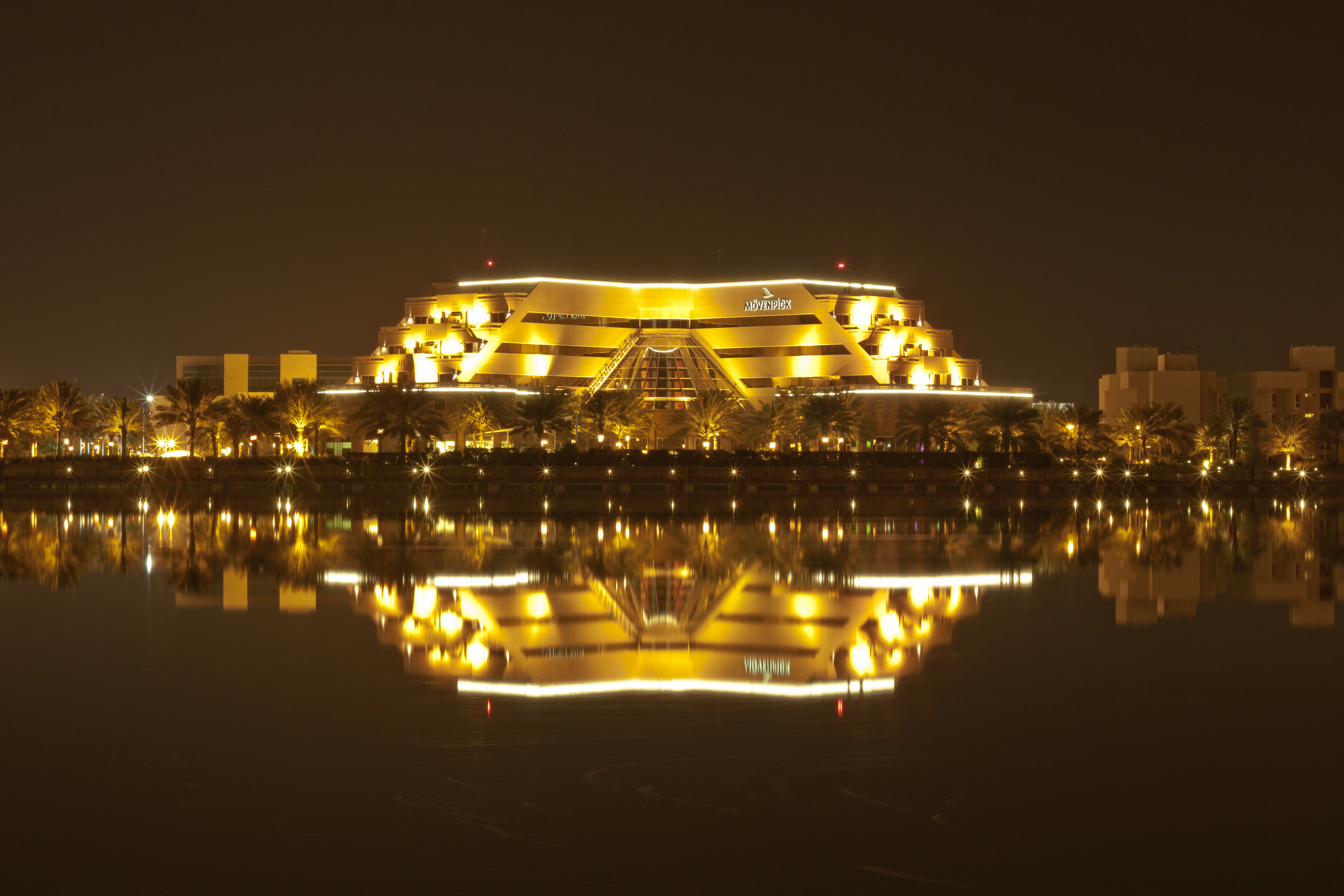
هتل موونپک
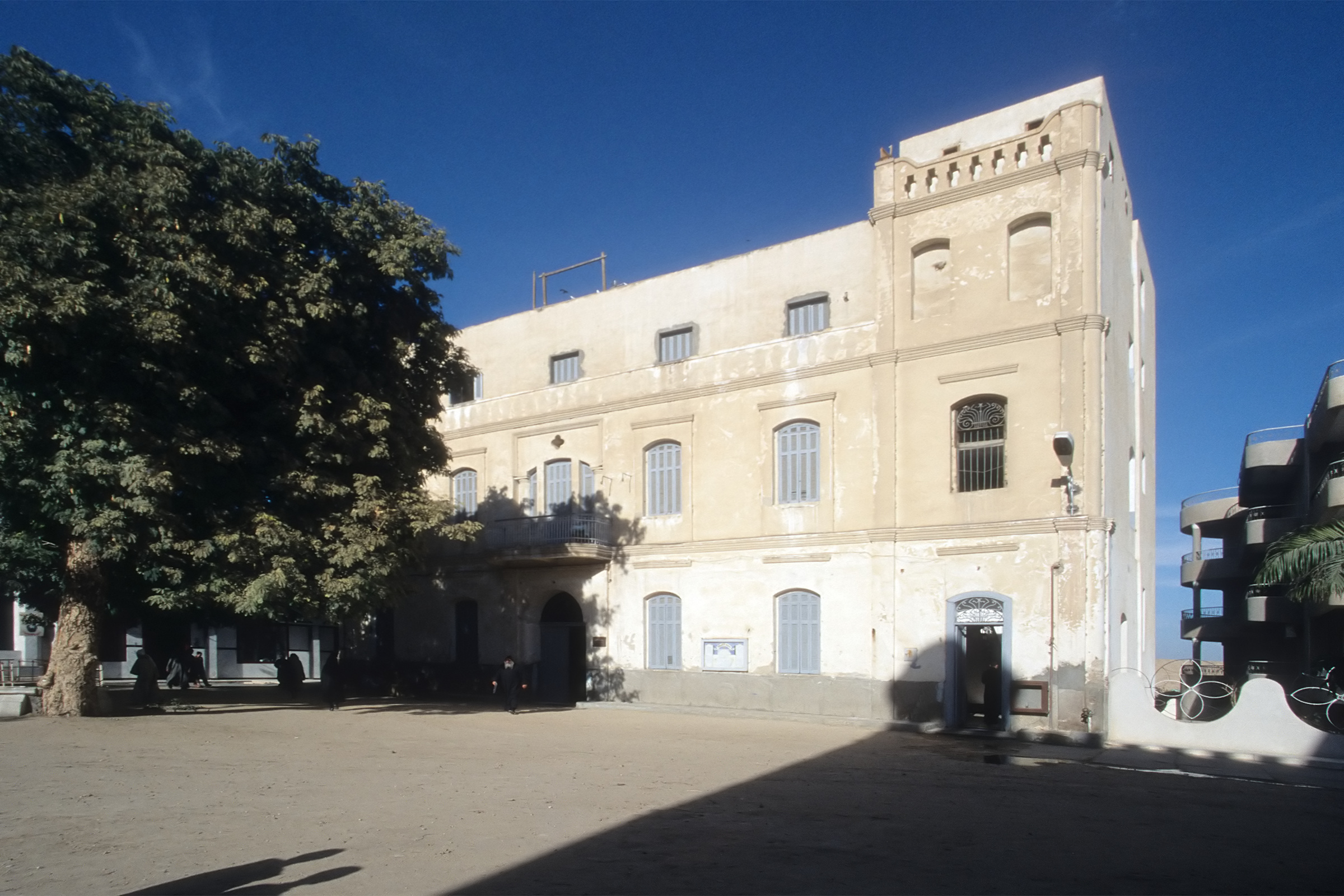
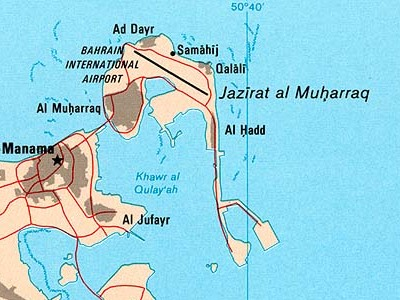
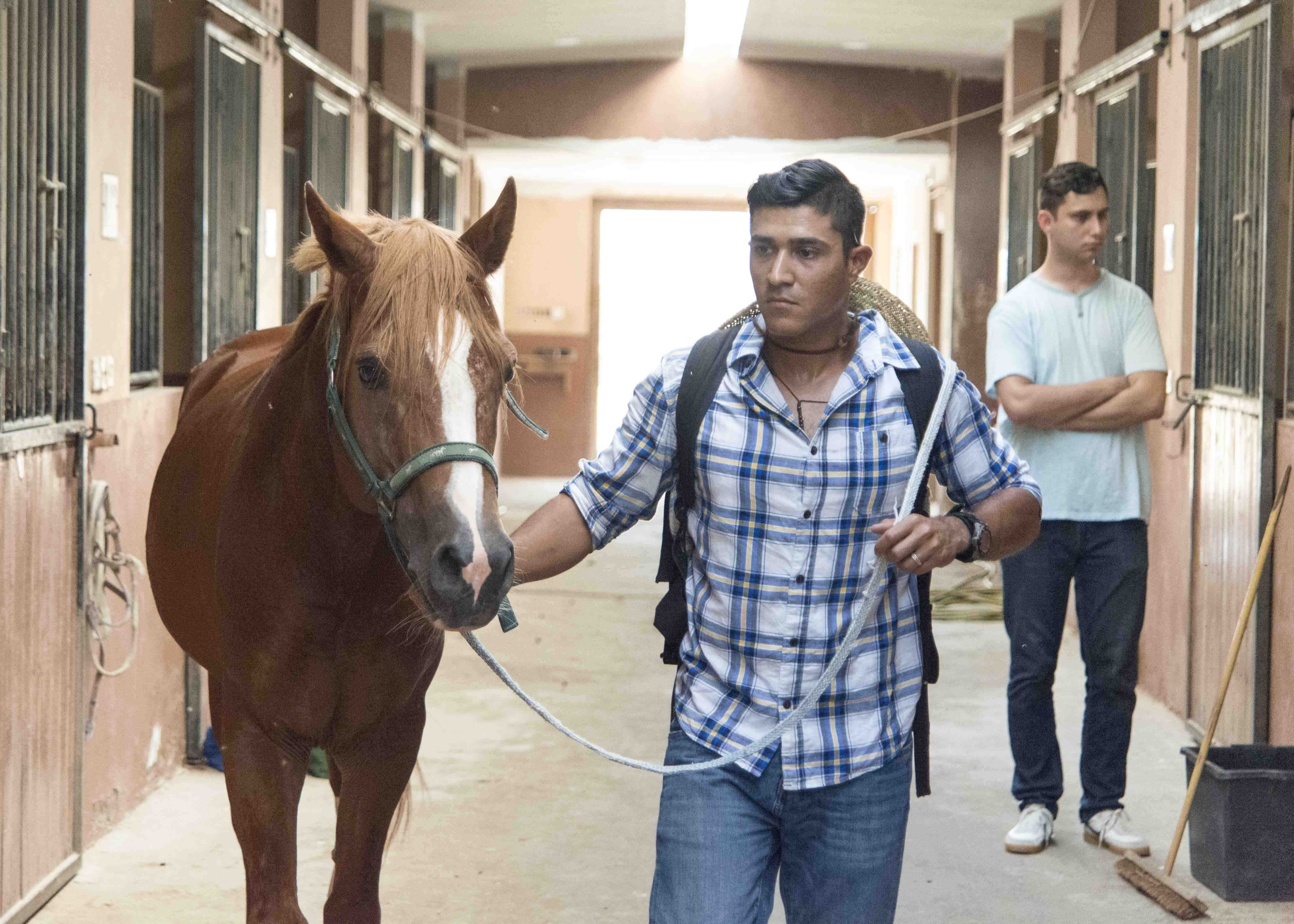
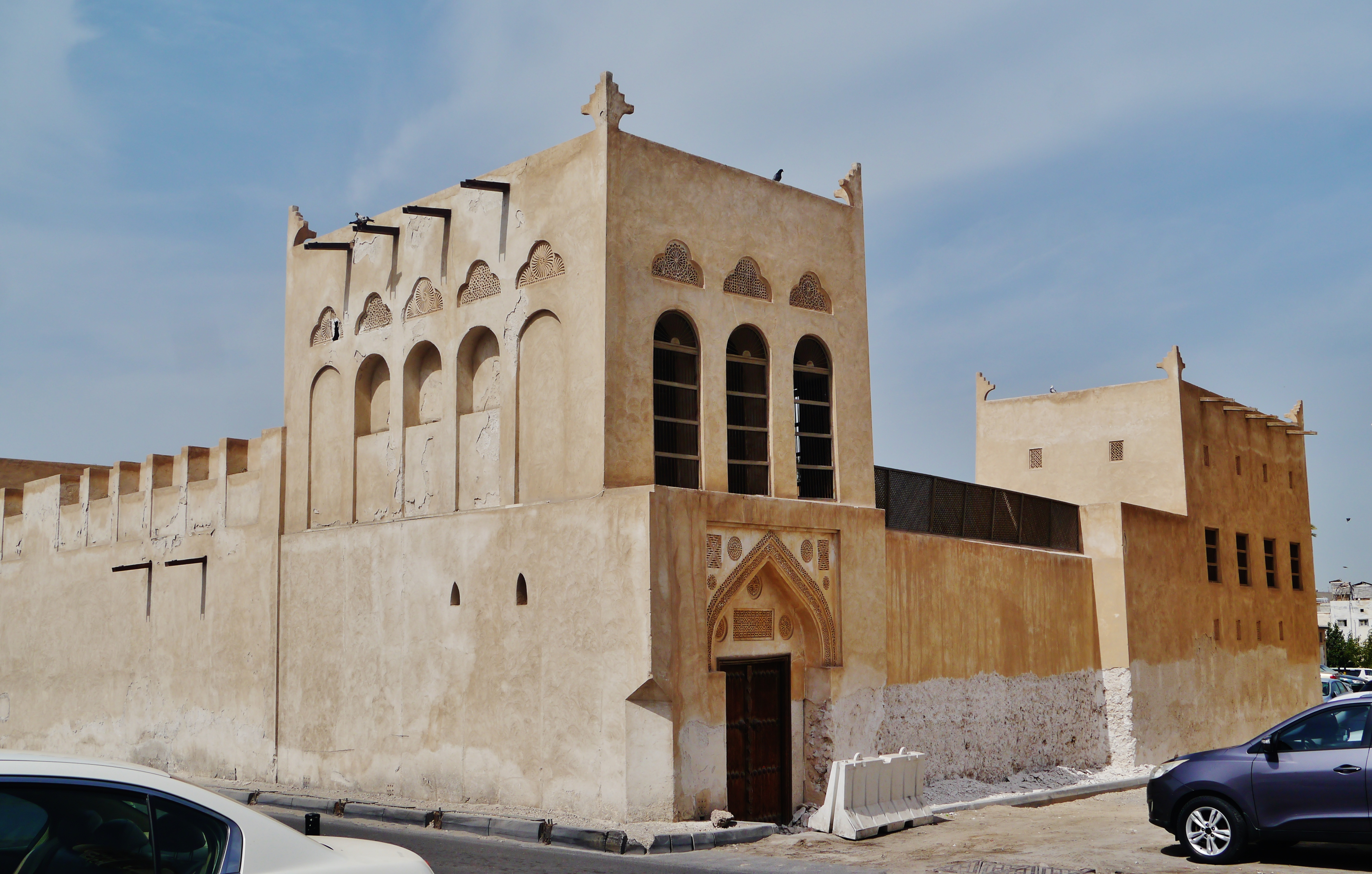
خانه عیسی بن علی
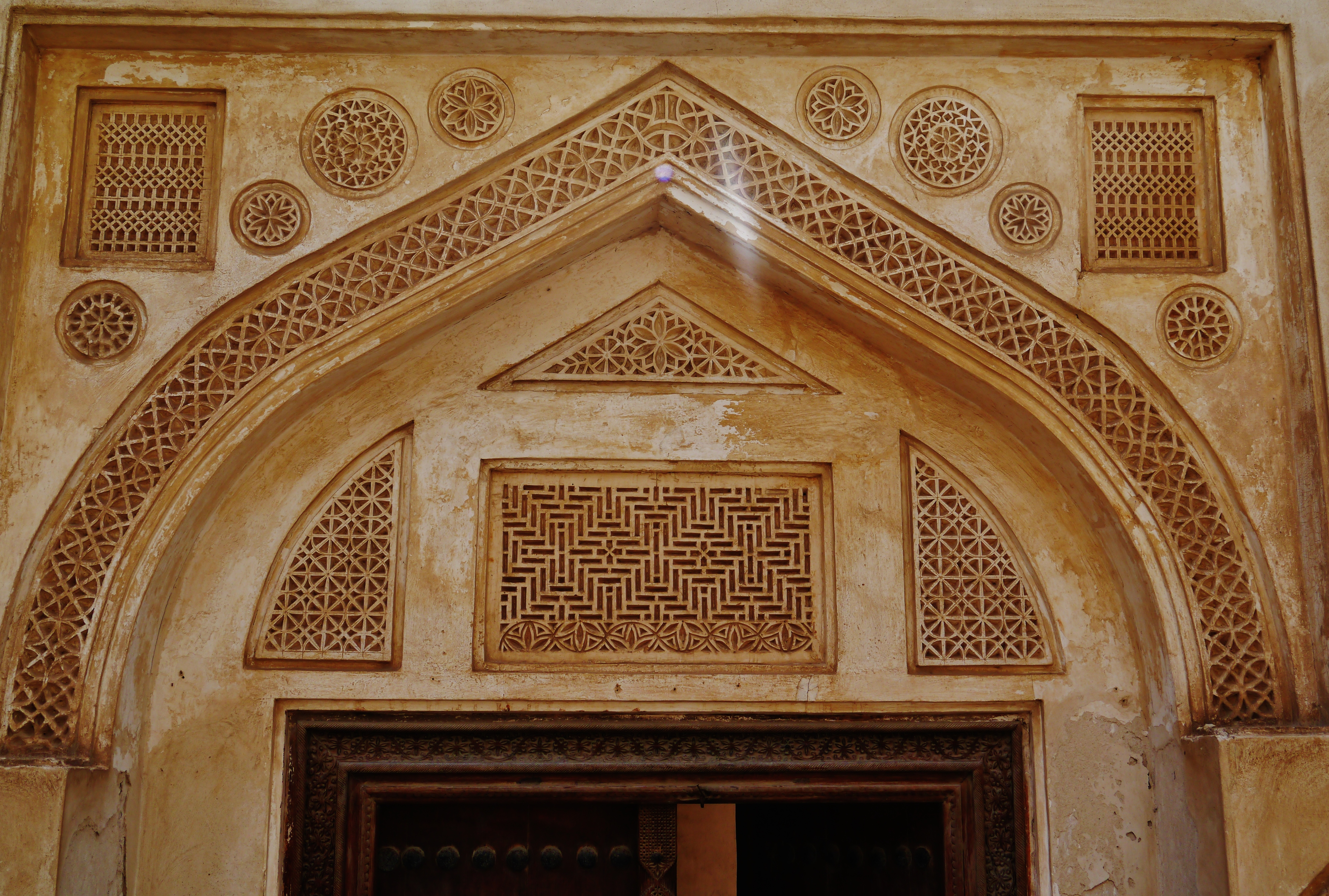
نقش خانه عیسی بن علی